# يوميات امرأة مفقودة
يوميات امرأة مفقودة (بالألمانية: Das Tagebuch einer Verlorenen) هو فيلم أبيض وأسود درامي ألماني صامت إنتاج عام 1918 من إخراج ريتشارد أوزوالد يستند سيناريو هذا الفيلم الصامت إلى رواية تحمل نفس الاسم بواسطة مارجاريته بوهمه من عام 1905، بطولة إرنا مورينا ورينهولد شونزل وفيرنر كراوس. كما ظهر النجم الصاعد كونراد فيدت. يعتبر الآن فيلم ضائع. أعيد صنعه في نهاية الحقبة الصامتة كمذكرات لفتاة ضائعة من قبل جورج فيلهلم بابست، بسبب موضوع الدعارة في الفيلم واجه قضايا رقابة كبيرة أدت إلى تأخير إطلاقه لعدة أشهر وأدى إلى عدد من التنازلات.

## ملخص الفيلم
تم إغواء ابنة الصيدلاني ثيميان جوتيبول وحملها من أحد موظفي والدها. بعد ولادة طفلها تم رفضها من قبل عائلتها وإرسالها إلى الإصلاحية، ونتيجة لذلك أصبحت مهمشة اجتماعياً أكثر فأكثر. فقط عندما يعتني بها كونت كبير ويتزوجها ما يمكنها من الوصول إلى كل من الدوائر الأرستقراطية والطبقة الوسطى.

## فريق التمثيل
- إرنا مورينا في دور ثيميان
- رينهولد شونزل في دور جراف قاسمير أوسدورف
- ويرنر كراوس في دور مينيرت
- بول ريكوف في دور جيوتبول
- كونراد فيدت في دور د. يوليوس
- ماكس لورانس في دور دير ألتي غراف
- إيلس ويجرمان في دور إليزابيث ووينز
- اللقب كولر في دور لين بيترز
- ماري فون بويلو في دور السيدة كيندرمان
- كليمنتين بليسنر في دور العمة فريدا

## روابط خارجية
- يوميات امرأة مفقودة  في قاعدة بيانات الأفلام على الإنترنت (بالإنجليزية)